# Miroslav Gajdůšek
Miroslav Gajdůšek (* 20. září 1951) je bývalý československý fotbalový reprezentant, útočník a záložník. Jeho starší bratr Josef byl rovněž prvoligovým fotbalistou.

## Fotbalová kariéra
Podílel se na zisku bronzové medaile na mistrovství Evropy hraném v roce 1980. Na klubové úrovni získal s Duklou Praha dvakrát titul mistra ligy. Reprezentoval Československo ve 48 utkáních (1971-1980) a vstřelil 4 góly. Mistr Evropy do 23 let 1972. V Poháru mistrů evropských zemí nastoupil v 6 utkáních a dal 1 gól a v Poháru UEFA nastoupil v 11 utkáních a dal 5 gólů.

## Úspěchy
- Mistrovství Evropy ve fotbale
  - 3. místo 1980
- Mistrovství Evropy do 23 let
  - Vítěz 1972
- Fotbalová liga Československa
  - Vítěz 1977 a 1979
  - 2. místo 1974, 1978 a 1981
- Československý pohár
  - Vítěz 1970 (TJ Gottwaldov) a 1981 (Dukla Praha)

## Ligová bilance
| Ročník                                   | Zápasy | Góly | Klub          |
| ---------------------------------------- | ------ | ---- | ------------- |
| 2. československá fotbalová liga 1969/70 | -      | -    | TJ Gottwaldov |
| 1. československá fotbalová liga 1970/71 | 29     | 3    | Dukla Praha   |
| 1. československá fotbalová liga 1971/72 | 28     | 8    | Dukla Praha   |
| 1. československá fotbalová liga 1972/73 | 19     | 4    | Dukla Praha   |
| 1. československá fotbalová liga 1973/74 | 29     | 6    | Dukla Praha   |
| 1. československá fotbalová liga 1974/75 | 30     | 10   | Dukla Praha   |
| 1. československá fotbalová liga 1975/76 | 23     | 5    | Dukla Praha   |
| 1. československá fotbalová liga 1976/77 | 27     | 9    | Dukla Praha   |
| 1. československá fotbalová liga 1977/78 | 30     | 9    | Dukla Praha   |
| 1. československá fotbalová liga 1978/79 | 29     | 9    | Dukla Praha   |
| 1. československá fotbalová liga 1979/80 | 26     | 6    | Dukla Praha   |
| 1. československá fotbalová liga 1980/81 | 27     | 2    | Dukla Praha   |
| 1. československá fotbalová liga 1981/82 | 24     | 1    | TJ Vítkovice  |
| 1. československá fotbalová liga 1982/83 | 20     | 3    | TJ Vítkovice  |
| 1. československá fotbalová liga 1983/84 | 14     | 2    | TJ Vítkovice  |
| CELKEM                                   | 355    | 77   |               |